# Satanás

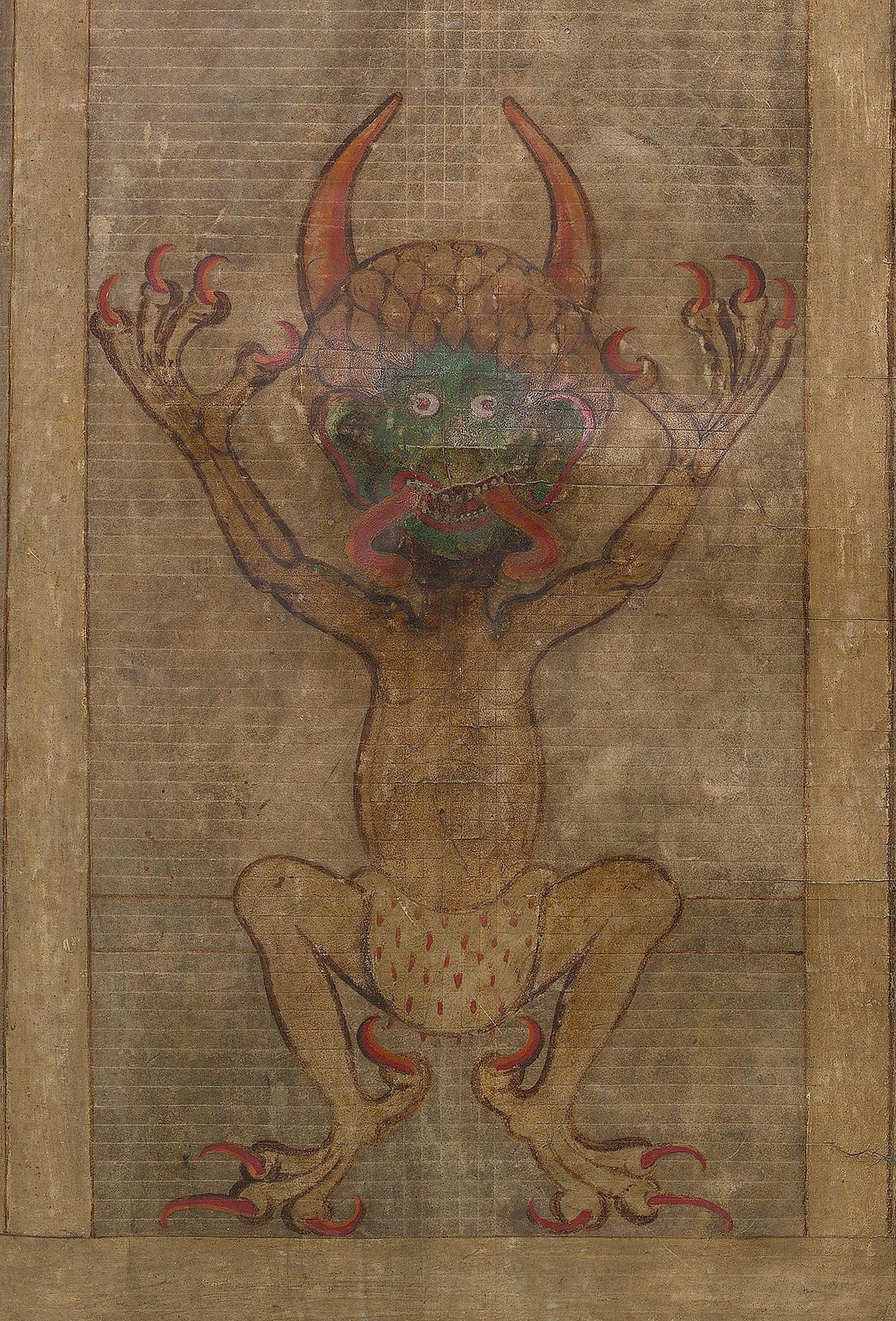
Ilustração do Diabo no fólio 290 reto do Codex Gigas, que data do início do século XIII.

Satanás ou Satã (do hebraico שָטָן trasnl: Satãn, adversário, no koiné Σατανάς Satanás; no aramaico צטנא, em árabe
شيطان), também conhecido por diabo é um termo originário das religiões abraâmicas do Mediterrâneo geralmente aplicado à personificação do Mal em religiões monoteístas. É uma entidade diabólica nas religiões abraâmicas que seduz os humanos para o pecado (ou para a falsidade). No Judaísmo, Satanás é visto como um agente subserviente de Deus, normalmente considerado uma metáfora para o yetzer hara, ou 'inclinação para o mal'. No cristianismo e no islamismo, é geralmente visto como um anjo caído ou jinn que se rebelou contra Deus, que, no entanto, lhe faculta um poder temporário sobre o mundo caído e uma série de demónios. No Alcorão, Iblis (Shaitan), o líder dos demónios (shayāṭīn), é feito de fogo e foi expulso do Céu porque se recusou a curvar-se perante o recém-criado Adão e incita os humanos ao pecado, infectando as suas mentes com waswās ('sugestões malignas').
Uma figura conhecida como ha-satan ("o satanás") aparece pela primeira vez na Bíblia Hebraica como um promotor celestial, subordinado a Javé (Deus), que processa a nação de Judá na corte celestial e testa a lealdade dos seguidores de Yahweh. Durante o período intertestamentário, possivelmente devido à influência da figura Zoroastriana de Angra Mainyu, o satanás desenvolveu-se numa entidade malévola com qualidades abomináveis em oposição dualista a Deus. No livro dos Jubileus apócrifo, Javé concede a satanás (chamado Mastema) autoridade sobre um grupo de anjos caídos, ou os seus descendentes, para tentar os humanos a pecar e a castigá-los.

## Origem e etimologia
A palavra שָטָן (significando [adversário]) assim como o árabe الشيطان (shaitan), derivam da raiz semítica šṭn, significando hostil. O Tanakh utiliza a palavra שָטָן para se referir a adversários ou opositores no sentido geral assim como opositores espirituais.

Há registros cronologicamente próximos de que a palavra Satanás se origina diretamente da palavra sátiro (do grego Σάτυρος—Sátyros) em cultura teológica grega. Identidades como a flauta, citada em Ezequiel 28, e imediata similar forma de representações físicas. Chifres, pernas caprinas e troncos humanos. Visto em causa histórica, associação possível, devido à rivalidade Roma-Grécia em necessidade de alcance e amplidão religiosa.
11. A palavra do Senhor foi-me dirigida nestes termos: 12. Filho do homem, entoa um cântico fúnebre sobre o rei de Tiro, e dize-lhe: Eis o que diz o Senhor Javé: Eras um selo de perfeição, cheio de sabedoria, de uma beleza acabada. 13. Estavas no Éden, jardim de Deus, estavas coberto de gemas diversas: sardônica, topázio e diamante, crisólito, ônix e jaspe, safira, carbúnculo e esmeralda; trabalhados em ouro. Tamborins e flautas, estavam a teu serviço, prontos desde o dia em que foste criado. 14. Eras um querubim protetor colocado sobre a montanha santa de Deus; passeavas entre as pedras de fogo. 15. Foste irrepreensível em teu proceder desde o dia em que foste criado, até que a iniquidade apareceu em ti. 16. No desenvolvimento do teu comércio, encheram-se as tuas entranhas de violência e pecado; por isso eu te bani da montanha de Deus, e te fiz perecer, ó querubim protetor, em meio às pedras de fogo.17. Teu coração se inflou de orgulho devido à tua beleza, arruinaste a tua sabedoria, por causa do teu esplendor; precipitei-te em terra, e dei com isso um espetáculo aos reis. 18. À força de iniquidade e de desonestidade no teu comércio, profanaste os teus santuários; assim, de ti fiz jorrar o fogo que te devorou e te reduzi a cinza sobre a terra aos olhos dos espectadores. 19. Todos aqueles que te conheciam entre os povos ficaram estupefatos com o teu destino; acabaste sendo um objeto de espanto; foste banido para sempre!
O termo grego Σατανάς aparece na Septuaginta apenas para os adversários humanos. No caso dos adversários angélicos a palavra grega diabolos é usada. No Novo Testamento os dois termos são intercambiáveis, embora diabo seja usado quatro vezes para os humanos.

## Condição de existência
Após várias comparações no que se refere às traduções sobre a origem das palavras Satanás e Diabo, atualmente é consensual entre religiosos seu significado: acusador, sedutor ou enganador para Diabo; e opositor ou adversário para Satanás. Todavia ainda há divergências sobre sua literal existência; alguns simplesmente a ignoram, outros fazem demonstrações lógicas de sua existência dentro dos parâmetros bíblicos, partindo do fato de que a Bíblia o menciona como um ser espiritual, um "Querubim ungido" que tornou-se um opositor ao Criador, assim sendo jogado ao Inferno (Sheol) onde se tornou um querubim caído.
Apocalipse 12:7 apresenta Satanás como um líder de uma rebelião de anjos, que futuramente vieram a ser chamados de "Demônios", cuja palavra fora empregada como sinônimo de anjo caído no contexto bíblico; no versículo seguinte, denota-se a necessidade de que haja retaliação para que tal rebelde seja banido de seu lugar de origem; no versículo 09, é evidenciado que o rebelde juntamente com seus irmãos (os anjos que estavam ao seu lado) são vencidos durante a primeira batalha e lançados para o Sheol, futuramente subindo ao nosso planeta. Em Apocalipse 12:12, é mostrada a alegria do céu (plano espiritual onde vivia Lúcifer), e a tristeza para seres humanos influenciados por ele na Terra (onde atua intensamente Satanás).

### Satanismo-Espiritual
No satanismo espiritual Satanás não é visto como um ser maligno e mentiroso de olhos vermelhos flamejantes ou chifres. Ele é o deus sumério EA, conhecido como Enki, cujo significado é "Senhor da Terra".

### Satanismo-Real
No Satanismo Real, Satanás é considerado uma divindade, da mesma magnitude e grandeza do Deus judaico-cristão, e por Satanás ser justamente Deus também, os levam a tratarem ele como Deus normalmente é tratado, com orações e louvores.

### Satanismo ateu
Em outras Vertentes ateístas do satanismo, como o Laveyanismo (fundada por Anton LaVey), Satanás é visto como um arquétipo.

## Referências bíblicas

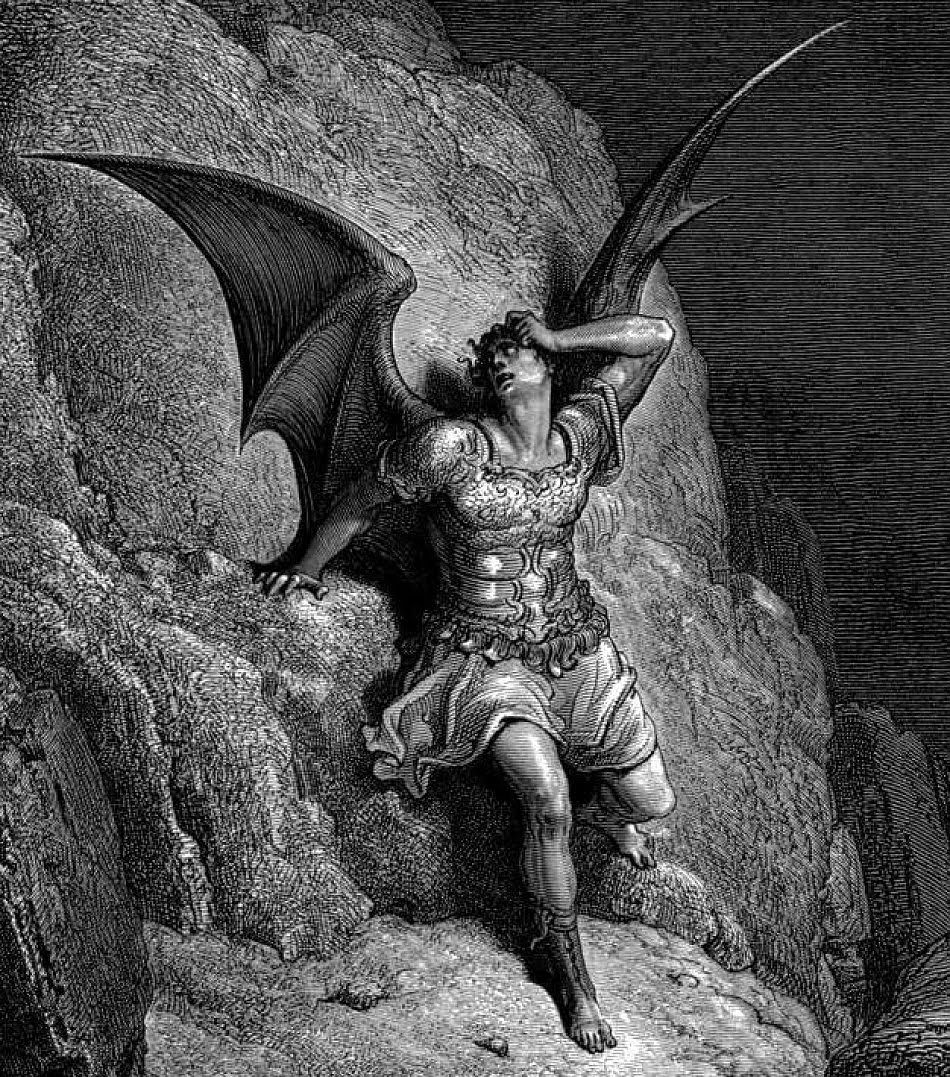
Pintura de Gustave Doré baseada na obra Paraíso Perdido.